# Myto (Zwardoń)
Myto – część wsi Zwardoń w Polsce, położona w województwie śląskim, w powiecie żywieckim, w gminie Rajcza.
W latach 1975–1998 Myto administracyjnie należało do województwa bielskiego
W Myto zlokalizowane było do roku 2007 całodobowe drogowe przejście graniczne Zwardoń-Myto-Skalité oraz w niedalekiej odległości w ciągu drogi ekspresowej S1 przejście graniczne Zwardoń-Skalité.